# Teorema di Carlson
In matematica, nel campo dell'analisi complessa, il teorema di Carlson è un teorema di unicità sviluppato da Fritz David Carlson. Informalmente, esso afferma che due differenti funzioni analitiche che non crescono con sufficiente velocità all'infinito non possono coincidere sugli interi. Il teorema può essere ottenuto dal teorema di Phragmén-Lindelöf, estensione del teorema del massimo modulo.

## Enunciato
Si assuma che {\displaystyle f} soddisfi le seguenti tre condizioni. Le prime due limitano la crescita di {\displaystyle f} all'infinito, mentre la terza afferma che {\displaystyle f} deve essere nulla sugli interi non-negativi.
- {\displaystyle f(z)} è una funzione intera di tipo esponenziale, ossia

{\displaystyle |f(z)|\leq Ce^{\tau |z|},\quad z\in \mathbb {C} } per alcuni valori reali di {\displaystyle C} e {\displaystyle \tau }.
- Esiste {\displaystyle c<\pi } tale che

{\displaystyle |f(iy)|\leq Ce^{c|y|},\quad y\in \mathbb {R} }
- {\displaystyle f(n)=0} per ogni intero non-negativo {\displaystyle n}.

Allora {\displaystyle f} è identicamente nulla.

## Condizioni

### Prima condizione
La prima condizione può essere rilassata; è difatti sufficiente assumere che {\displaystyle f} sia analitica in {\displaystyle \Re (z)>0}, continua in {\displaystyle \Re (z)\geq 0} e soddisfi {\displaystyle |f(z)|\leq Ce^{\tau |z|},\quad \Re (z)>0}, per alcuni valori reali di {\displaystyle C} e {\displaystyle \tau }.

### Seconda condizione
Per vedere che la seconda condizione non può essere rilassata consideriamo la funzione {\displaystyle f(z)=\sin(\pi z)}. Essa è nulla sugli interi ma cresce esponenzialmente sull'asse immaginario con tasso di crescita pari a {\displaystyle c=\pi }, dunque non è identicamente nulla.

### Terza condizione
Un risultato dovuto a L. A. Rubel rilassa tale condizione; infatti per dimostrare il teorema basta supporre che {\displaystyle f} sia identicamente nulla su un sottoinsieme {\displaystyle A} tale che
{\displaystyle \displaystyle \limsup _{n\to \infty }{\frac {A\cap \left\{0,1,\dots ,n-1\right\}}{n}}=1.}
Tale condizione non può essere ulteriormente rilassata.